# 1981 WF9
1981 WF9 är en asteroid i huvudbältet som upptäcktes den 16 november 1981 av Perth-observatoriet.
Den tillhör asteroidgruppen Vesta.